# Eicochrysops fontainei
Eicochrysops fontainei är en fjärilsart som beskrevs av Henry Stempffer 1961. Eicochrysops fontainei ingår i släktet Eicochrysops och familjen juvelvingar. Inga underarter finns listade i Catalogue of Life.